# Dol hareubang

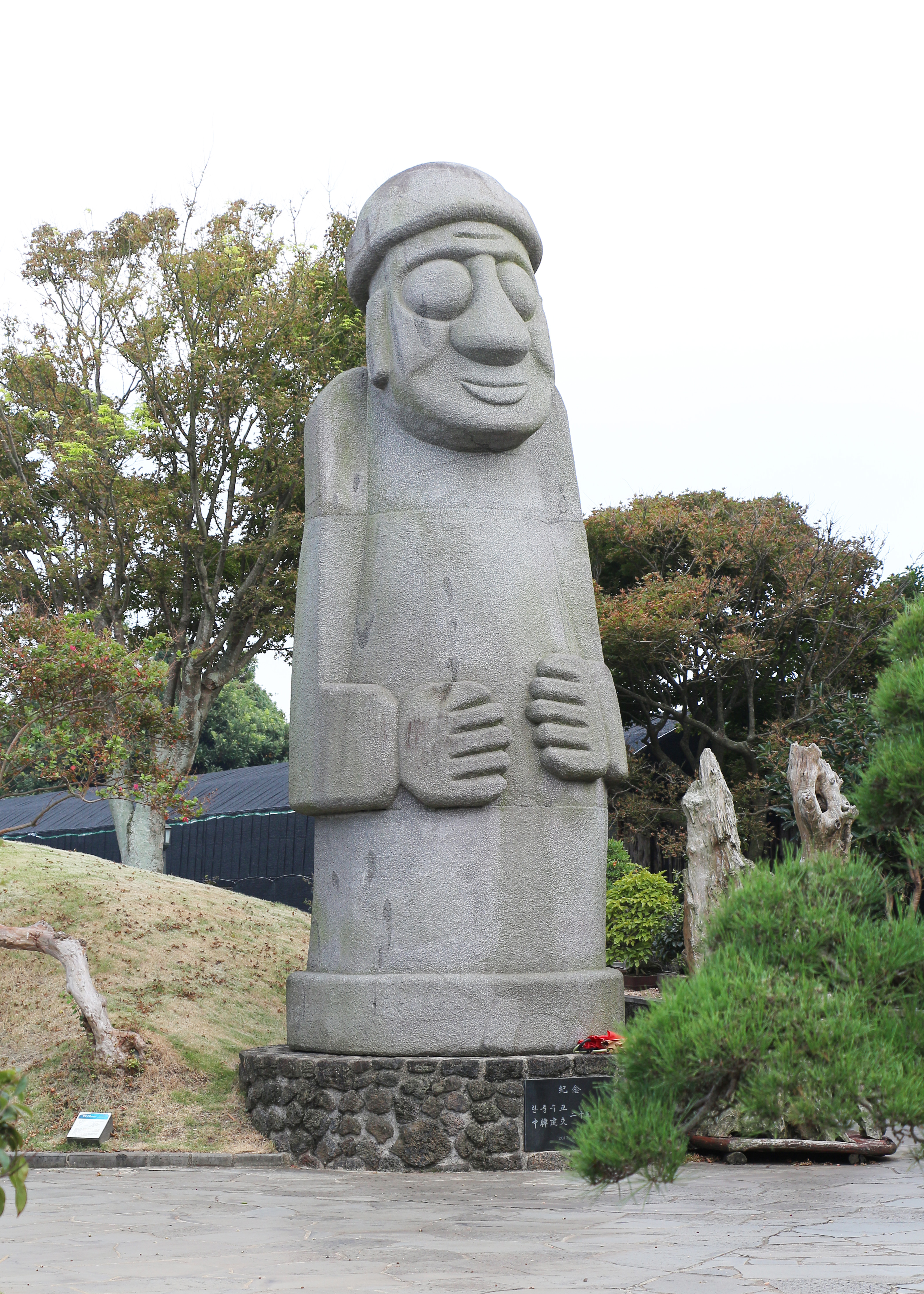
Un Dol Hareubang sur l'île de Jeju

Les Dol hareubangs (돌 하르방, littéralement : grands-pères de pierre) encore appelés tol harubangs ou harubangs, sont des statues visibles sur l'île de Jeju-do, en Corée du Sud. Il s’agit d'antiques représentations de divinités : celles-ci protégeaient les habitants des démons et leur assuraient la fertilité. C'est l'un des points les plus connus du folklore local. Ils sont donc devenus un symbole utilisé pour les souvenirs vendus aux touristes.

## Description
Ces statues sont sculptées dans une roche basaltique et peuvent atteindre trois mètres de haut. De forme oblongue, le Dol hareubang est représenté avec deux mains décalées sur les côtés (l'une au-dessus de l'autre), un visage aux grands yeux, avec un large nez, plus ou moins souriant. Il arbore un chapeau en forme de champignon.

## Étymologie
Le nom dol hareubang dérive du mot coréen pour « pierre » ( dol 돌), plus le mot de dialecte de Hareubang (하르방), signifiant « grand-père » ou « senior » (harabeoji [할아버지] en coréen standard) ; il a été créé au milieu du XXe siècle. D'autres noms plus anciens pour les statues incluent beoksumeori, museongmok et useongmok. Beoksumeori, qui signifie tête de chaman, est utilisé dans l'ancienne zone de Jeongui Hyeon (comté), museongmok à Daejeong Hyeon et Jeongui Hyeon, et useongmok seulement à Jeju Hyeon. Historiquement, les Chroniques de Tamna les appelaient ongjungseok (옹 중석 / 翁仲 石), mais cet usage est inconnu aujourd'hui.

## Histoire
Il existe trois théories principales sur l'origine des dol hareubangs : qu'ils ont été introduits par des visiteurs par la mer, qu'ils correspondent aux jangseungs (totems) de la Corée continentale, ou qu'ils se sont répandus avec la culture chamanique des champignons[réf. nécessaire]. Les jangseungs s'appellent également beoksu en Corée du sud, et cette similitude avec le nom beoksumeori rend la deuxième théorie crédible.
Selon le Tamnaji, un ouvrage traitant de la géographie de Jeju-do, le premier dol hareubang a été fabriqué en 1754. Des Dol hareubangs produits de 1763 à 1765 se trouvaient autrefois à l'extérieur des portes ouest, sud et est de la forteresse de Jeju comme divinités gardiennes.
En 2014, un professeur de l'Université aérospatiale de Corée (en), Woo Sil-ha, a trouvé un seokinsang chinois (石人像, statue d'homme en pierre) étonnamment semblable au dol hareubang au Musée de Jianping, à Chaoyang, dans la province du Liaoning. Ce seokinsang, qui appartient à la Dynastie chinoise Liao (907-1125), a été découvert en décembre 2011 à Heishui, dans le comté de Jianping. Le professeur a déclaré que l'origine du dol hareubang nécessite un réexamen. 

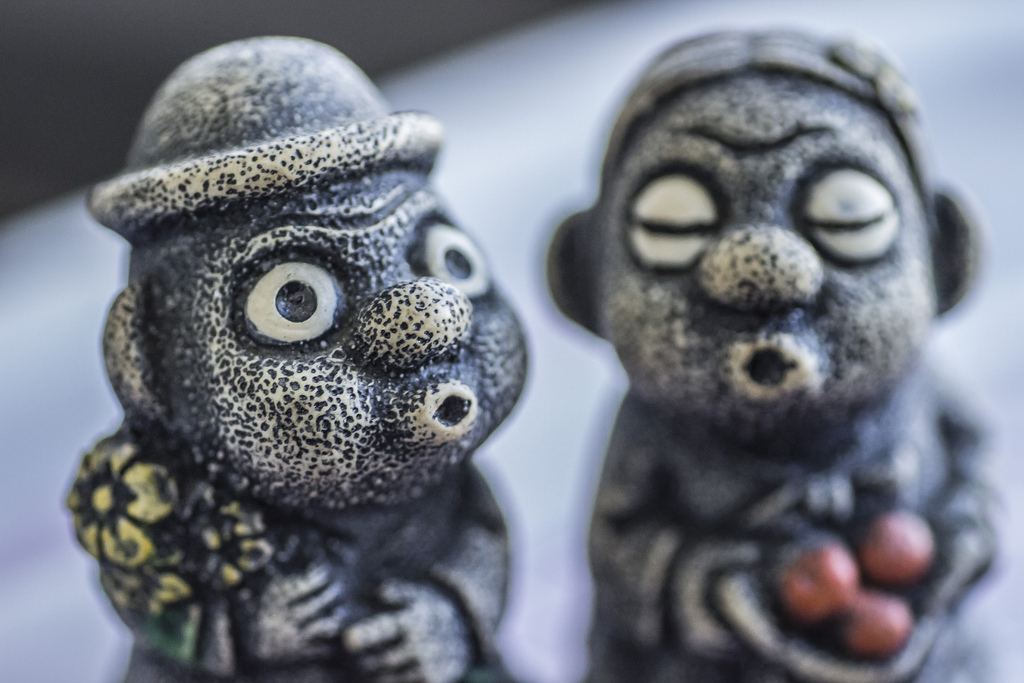
Souvenirs pour touristes.

Les Dol hareubangs sont devenus le symbole de l'île de Jeju, et des répliques de différentes tailles sont vendues comme souvenirs touristiques. Les statues sont parfois vendues comme sources de fertilité, et de petites répliques sont parfois données aux femmes ayant des problèmes de fertilité. Ceci a peut-être plus à voir avec le statut actuel de Jeju Do comme « île pour lune de miel » qu'avec la tradition.